# Liste von Terroranschlägen im Jahr 1981
Die Liste von Terroranschlägen im Jahr 1981 enthält eine unvollständige Auswahl von Terroranschlägen, die im Jahr 1981 passierten. Attentate werden gesondert in der Liste bekannter Attentate behandelt. Die Liste von Sprengstoffanschlägen listet auch nichtterroristische Anschläge. Die Liste von Flugzeugentführungen enthält eine Liste mit meist terroristischem Hintergrund. Im Artikel Rechtsterrorismus werden weitere terroristische Anschläge aufgezählt.

## Erläuterung
In der Spalte Politische Ausrichtung ist die politische bzw. weltanschauliche Einordnung der Täter angegeben: faschistisch, rassistisch, nationalistisch, nationalsozialistisch, sozialistisch, kommunistisch, antiimperialistisch, islamistisch (schiitisch, sunnitisch, deobandisch, salafistisch, wahhabitisch), hinduistisch. Bei vorrangig auf staatliche Unabhängigkeit oder Autonomie zielender Ausrichtung ist autonomistisch vorangestellt, gefolgt von der Region oder der Volksgruppe und ggf. weiteren Merkmalen der Täter: armenisch, irisch (katholisch), kurdisch, tirolisch, tschetschenisch, dagestanisch, punjabisch (sikhistisch), palästinensisch.
Die Opferzahlen der Anschläge werden farbig dargestellt:

## Januar
| Datum/Beginn    | Betroffenes Land       | Anschlag                 | Täter | Politische Ausrichtung                            | Mittel                      | Ziel              | Tote | Verletzte | Hintergrund                   |
| --------------- | ---------------------- | ------------------------ | ----- | ------------------------------------------------- | --------------------------- | ----------------- | ---- | --------- | ----------------------------- |
| 08. Januar 1981 | El Salvador            | Anschlag in Armenia      |       |                                                   | Automatische Schusswaffe(n) | Militäreinheiten  | 50   | 0         | Salvadorianischer Bürgerkrieg |
| 09. Januar 1981 | El Salvador            | Anschlag in San Salvador |       |                                                   | Automatische Schusswaffe(n) | Militärpatrouille | 27   | 0         | Salvadorianischer Bürgerkrieg |
| 11. Januar 1981 | El Salvador            | Anschlag in San Vicente  |       |                                                   | Automatische Schusswaffe(n) | Militäreinheit    | 25   | 0         | Salvadorianischer Bürgerkrieg |
| 11. Januar 1981 | El Salvador            | Anschlag in Chalchuapa   |       |                                                   | Automatische Schusswaffe(n) | Militäreinheit    | 40   | 0         | Salvadorianischer Bürgerkrieg |
| 17. Januar 1981 | El Salvador            | Anschlag in La Unión     | FMLN  | marxistisch-leninistisch                          | Automatische Schusswaffe(n) | Militäreinheiten  | 87   | 0         | Salvadorianischer Bürgerkrieg |
| 26. Januar 1981 | Vereinigtes Königreich | Anschlag in Portadown    | IRA   | autonomistisch, irisch-republikanisch, katholisch | Autobombe                   | Möbelgeschäft     | 0    | 12        | Nordirlandkonflikt            |

## Februar
| Datum/Beginn     | Betroffenes Land | Anschlag                    | Täter                         | Politische Ausrichtung                                  | Mittel                                      | Ziel                   | Tote | Verletzte | Hintergrund                   |
| ---------------- | ---------------- | --------------------------- | ----------------------------- | ------------------------------------------------------- | ------------------------------------------- | ---------------------- | ---- | --------- | ----------------------------- |
| 05. Februar 1981 | El Salvador      | Anschlag in Chalchuapa      | FMLN                          | marxistisch-leninistisch                                | Automatische Schusswaffe(n)                 | Stadt                  | 45   | 0         | Salvadorianischer Bürgerkrieg |
| 05. Februar 1981 | El Salvador      | Anschlag in Usulután        | Linke Guerillas               | linksextremistisch                                      | Sprengstoff                                 | Güterzug               | 22   | 0         | Salvadorianischer Bürgerkrieg |
| 09. Februar 1981 | El Salvador      | Anschlag in Cuscatlán       | FMLN                          | marxistisch-leninistisch                                | Automatische Schusswaffen, Mörser, Granaten | Bus                    | 18   | 23        | Salvadorianischer Bürgerkrieg |
| 10. Februar 1981 | Philippinen      | Anschlag in Lanao del Norte |                               |                                                         |                                             | Arbeiter               | 20   | 0         | Moro-Konflikt                 |
| 21. Februar 1981 | Deutschland      | Anschlag in München         | The Armed Secret Organization |                                                         | Sprengstoff                                 | Radio-Free-Europe-Büro | 0    | 8         |                               |
| 21. Februar 1981 | Hongkong         | Anschlag in Hongkong        |                               |                                                         | Sprengstoff                                 | Einkaufspassage        | 0    | 23        |                               |
| 22. Februar 1981 | El Salvador      | Anschlag in San Vincente    | FMLN                          | marxistisch-leninistisch                                | Automatische Schusswaffe(n)                 | Militäreinheit         | 50   | 0         | Salvadorianischer Bürgerkrieg |
| 27. Februar 1981 | El Salvador      | Anschlag in San Vincente    | FMLN                          | marxistisch-leninistisch                                | Automatische Schusswaffe(n)                 | Militäreinheit         | 45   | 0         | Salvadorianischer Bürgerkrieg |
| 28. Februar 1981 | Syrien           | Anschlag in Idlib           | Muslimbrüder                  | sunnitisch-islamistisch, konservativ, antikommunistisch | Automatische Schusswaffe(n), Sprengstoff    | Bus                    | 25   | 0         |                               |

## März
| Datum/Beginn  | Betroffenes Land | Anschlag                 | Täter | Politische Ausrichtung                                               | Mittel                      | Ziel           | Tote | Verletzte | Hintergrund                       |
| ------------- | ---------------- | ------------------------ | ----- | -------------------------------------------------------------------- | --------------------------- | -------------- | ---- | --------- | --------------------------------- |
| 02. März 1981 | El Salvador      | Anschlag in San Vicente  | FMLN  | marxistisch-leninistisch                                             | Automatische Schusswaffe(n) | Militäreinheit | 40   | 0         | Salvadorianischer Bürgerkrieg     |
| 03. März 1981 | El Salvador      | Anschlag in San Vicente  |       |                                                                      | Automatische Schusswaffe(n) | Militäreinheit | 60   | 0         | Salvadorianischer Bürgerkrieg     |
| 06. März 1981 | Libanon          | Anschlag in Zahlé        |       |                                                                      | Sprengstoff                 |                | 3    | 22        | Libanesischer Bürgerkrieg         |
| 06. März 1981 | El Salvador      | Anschlag in Chalatenango |       |                                                                      | Automatische Schusswaffe(n) | Militäreinheit | 38   | 0         | Salvadorianischer Bürgerkrieg     |
| 08. März 1981 | El Salvador      | Anschlag in San Vicente  |       |                                                                      | Automatische Schusswaffe(n) | Dorf           | 100  | 0         | Salvadorianischer Bürgerkrieg     |
| 17. März 1981 | Kolumbien        | Anschlag in Putumayo     | M-19  | bolivarianistisch, links-nationalistisch, revolutionär-sozialistisch | Automatische Schusswaffe(n) | Militäreinheit | 20   | 0         | Bewaffneter Konflikt in Kolumbien |

## April
| Datum/Beginn   | Betroffenes Land | Anschlag                  | Täter          | Politische Ausrichtung              | Mittel                      | Ziel           | Tote | Verletzte | Hintergrund                                          |
| -------------- | ---------------- | ------------------------- | -------------- | ----------------------------------- | --------------------------- | -------------- | ---- | --------- | ---------------------------------------------------- |
| 03. April 1981 | Iran             | Anschlag in Ghom          |                |                                     | Sprengstoff                 | Moschee        | 0    | 23        |                                                      |
| 07. April 1981 | El Salvador      | Anschlag in San Salvador  |                |                                     | Automatische Schusswaffe(n) | Militäreinheit | 20   | 4         | Salvadorianischer Bürgerkrieg                        |
| 09. April 1981 | El Salvador      | Anschlag in Soyapango     | FMLN           | marxistisch-leninistisch            | Automatische Schusswaffe(n) | Polizeieinheit | 23   | 0         | Salvadorianischer Bürgerkrieg                        |
| 11. April 1981 | Guatemala        | Anschlag in Chimaltenango |                |                                     | Automatische Schusswaffe(n) | Bauern         | 24   | 0         | Guatemaltekischer Bürgerkrieg                        |
| 14. April 1981 | Guatemala        | Anschlag in Quiché        |                |                                     | Automatische Schusswaffe(n) | Militäreinheit | 29   | 0         | Guatemaltekischer Bürgerkrieg                        |
| 20. April 1981 | Philippinen      | Anschlag in Davao City    | vermutlich NPA | marxistisch-leninistisch-maoistisch | Granate                     | Kathedrale     | 13   | 161       | Kommunistischer Revolutionskampf auf den Philippinen |
| 25. April 1981 | Iran             | Anschlag in Kermānschāh   |                |                                     | Autobombe                   | Bushaltestelle | 7    | 35        |                                                      |

## Mai
| Datum/Beginn | Betroffenes Land | Anschlag                  | Täter                   | Politische Ausrichtung | Mittel                         | Ziel                   | Tote | Verletzte | Hintergrund                   |
| ------------ | ---------------- | ------------------------- | ----------------------- | ---------------------- | ------------------------------ | ---------------------- | ---- | --------- | ----------------------------- |
| 10. Mai 1981 | Uganda           | Anschlag in Kawanda       | Uganda Freedom Movement |                        | Granaten, Automatische Gewehre | Soldaten auf Lastwagen | 34   | 0         |                               |
| 11. Mai 1981 | El Salvador      | Anschlag in Morazán       |                         |                        | Automatische Schusswaffe(n)    | Militäreinheit         | 0    | 26        | Salvadorianischer Bürgerkrieg |
| 19. Mai 1981 | Philippinen      | Anschlag in Cotabato City | Muslimische Rebellen    |                        | Granate                        | Hahnenkampfarena       | 4    | 47        | Moro-Konflikt                 |

## Juni
| Datum/Beginn  | Betroffenes Land | Anschlag                  | Täter | Politische Ausrichtung       | Mittel                                 | Ziel             | Tote | Verletzte | Hintergrund                   |
| ------------- | ---------------- | ------------------------- | --- | ---------------------------- | -------------------------------------- | ---------------- | ---- | --------- | ----------------------------- |
| 01. Juni 1981 | Guatemala        | Anschlag in Huehuetenango | |                              | Automatische Schusswaffe(n)            | Häuser           | 36   | 5         | Guatemaltekischer Bürgerkrieg |
| 06. Juni 1981 | Thailand         | Anschlag in Bangkok       | PULO | autonomistisch, islamistisch | Sprengstoff                            | Kaufhaus         | 0    | 40        |                               |
| 07. Juni 1981 | El Salvador      | Anschlag in Zacatecoluca  | FMLN | marxistisch-leninistisch     | Automatische Schusswaffe(n)            | Militäreinheit   | 27   | 0         | Salvadorianischer Bürgerkrieg |
| 11. Juni 1981 | Libanon          | Anschlag in Tyros         | |                              | Autobombe                              |                  | 1    | 35        | Libanesischer Bürgerkrieg     |
| 11. Juni 1981 | El Salvador      | Anschlag in Chalatenango  | FMLN | marxistisch-leninistisch     | Automatische Schusswaffe(n), Rakete(n) | Militärposten    | 30   | 0         | Salvadorianischer Bürgerkrieg |
| 23. Juni 1981 | Iran             | Anschlag in Gilan         | |                              | Sprengstoff                            | Bahnhof          | 6    | 50        |                               |
| 25. Juni 1981 | El Salvador      | Anschlag in San Vicente   | |                              | Automatische Schusswaffe(n)            | Militäreinheiten | 30   | 15        | Salvadorianischer Bürgerkrieg |
| 28. Juni 1981 | Iran             | Anschlag in Teheran       | Die iranische Regierung gab zuerst der SAVAK und dem irakischen Regime die Schuld. Zwei Tage später machte Chomeini die Volksmudschahedin für den Vorfall verantwortlich. |                              | Sprengsatz                             | IRP-Treffen      | 74   |           |                               |

## Juli
| Datum/Beginn  | Betroffenes Land | Anschlag                  | Täter   | Politische Ausrichtung                                             | Mittel                                    | Ziel           | Tote | Verletzte | Hintergrund                           |
| ------------- | ---------------- | ------------------------- | ------- | ------------------------------------------------------------------ | ----------------------------------------- | -------------- | ---- | --------- | ------------------------------------- |
| 12. Juli 1981 | Guatemala        | Anschlag in Petén         |         |                                                                    | Automatische Schusswaffe(n)               | Militäreinheit | 24   | 0         | Guatemaltekischer Bürgerkrieg         |
| 13. Juli 1981 | Kolumbien        | Anschlag in Magdalena     | FARC-EP | marxistisch-leninistisch, bolivarianistisch, links-nationalistisch | Automatische Schusswaffe(n)               | Militäreinheit | 21   | 0         | Bewaffneter Konflikt in Kolumbien     |
| 19. Juli 1981 | Guatemala        | Anschlag in Huehuetenango |         |                                                                    | Automatische Schusswaffe(n)               | Militäreinheit | 25   | 0         | Guatemaltekischer Bürgerkrieg         |
| 21. Juli 1981 | Schweiz          | Anschlag in Lausanne      | Asala   | marxistisch-leninistisch                                           | Sprengstoff                               | Kaufhaus       | 0    | 20        |                                       |
| 22. Juli 1981 | Griechenland     | Anschlag in Piräus        | PFLP    | autonomistisch-palästinensisch                                     | Pistole, Sprengsatz                       | Verkehrsbüro   | 2    | 70        | Israelisch-Palästinensischer Konflikt |
| 26. Juli 1981 | El Salvador      | Anschlag in San Vicente   |         |                                                                    | Automatische Schusswaffe(n), Granatwerfer | Hazienda       | 21   |           | Salvadorianischer Bürgerkrieg         |

## August
| Datum/Beginn    | Betroffenes Land | Anschlag                        | Täter                                               | Politische Ausrichtung                                                                                      | Mittel                      | Ziel                  | Tote | Verletzte | Hintergrund                           |
| --------------- | ---------------- | ------------------------------- | --------------------------------------------------- | --- | --------------------------- | --------------------- | ---- | --------- | ------------------------------------- |
| 02. August 1981 | Ägypten          | Anschlag in Kairo               | vermutlich Front der Standhaftigkeit                | | Sprengstoff                 | Hochzeit              | 3    | 56        | Nahostkonflikt                        |
| 10. August 1981 | Österreich       | Anschlag in Wien                | May 15 Organization for the Liberation of Palestine | | Sprengstoff                 | Israelische Botschaft | 0    | 1         |                                       |
| 12. August 1981 | Guatemala        | Anschlag in Quiché              |                                                     | | Automatische Schusswaffe(n) | Militärkonvoi         | 35   | 0         | Guatemaltekischer Bürgerkrieg         |
| 20. August 1981 | El Salvador      | Anschlag in Cabañas             |                                                     | | Automatische Schusswaffe(n) | Bus                   | 20   | 15        | Salvadorianischer Bürgerkrieg         |
| 27. August 1981 | Guatemala        | Anschlag in Quiché              | EGP                                                 | kommunistisch, marxistisch-leninistisch                                                                     | Automatische Schusswaffe(n) | Militärkonvoi         | 34   | 0         | Guatemaltekischer Bürgerkrieg         |
| 29. August 1981 | Österreich       | Anschlag in Wien                | Abu-Nidal-Organisation                              | autonomistisch-palästinensisch                                                                              | Granaten, Maschinengewehre  | Stadttempel           | 2    | 30        | Israelisch-Palästinensischer Konflikt |
| 31. August 1981 | Deutschland      | Anschlag in Ramstein-Miesenbach | RAF                                                 | antifaschistisch, antiimperialistisch, kommunistisch, maoistisch, marxistisch-leninistisch, antizionistisch | Autobombe                   | US-Militärflughafen   | 0    | 20        |                                       |

## September
| Datum/Beginn       | Betroffenes Land | Anschlag                  | Täter                                               | Politische Ausrichtung   | Mittel                      | Ziel                | Tote | Verletzte | Hintergrund                   |
| ------------------ | ---------------- | ------------------------- | --------------------------------------------------- | ------------------------ | --------------------------- | ------------------- | ---- | --------- | ----------------------------- |
| 01. September 1981 | Iran             | Anschlag in Teheran       |                                                     |                          | Automatische Gewehre        | Polizeibus          | 20   | 7         |                               |
| 03. September 1981 | Syrien           | Anschlag in Damaskus      |                                                     |                          | Autobombe                   | Militärpersonal     | 20   | 50        |                               |
| 13. September 1981 | Guatemala        | Anschlag in Chimaltenango |                                                     |                          | Pistole(n)                  | Bauern              | 32   | 0         | Guatemaltekischer Bürgerkrieg |
| 17. September 1981 | Libanon          | Anschlag in Sidon         | Front for the Liberation of Lebanon from Foreigners |                          | Autobombe                   | PLO-Hauptquartier   | 23   | 90        | Libanesischer Bürgerkrieg     |
| 20. September 1981 | Libanon          | Anschlag in Beirut        | Front for the Liberation of Lebanon from Foreigners |                          | Sprengstoff                 | Kino                | 4    | 28        | Libanesischer Bürgerkrieg     |
| 24. September 1981 | Frankreich       | Anschlag in Paris         | Asala                                               | marxistisch-leninistisch | Geiselnahme                 | Türkisches Konsulat | 1    | 2         |                               |
| 27. September 1981 | Guatemala        | Anschlag in Baja Verapaz  |                                                     |                          | Pistole(n)                  | Bauern              | 31   | 0         | Guatemaltekischer Bürgerkrieg |
| 27. September 1981 | Guatemala        | Anschlag in Quiché        |                                                     |                          | Pistole(n)                  | Bauern              | 24   | 0         | Guatemaltekischer Bürgerkrieg |
| 29. September 1981 | Guatemala        | Anschlag in Chiquimula    |                                                     |                          | Automatische Schusswaffe(n) | Militäreinheit      | 30   | 0         | Guatemaltekischer Bürgerkrieg |
| 29. September 1981 | Guatemala        | Anschlag in Baja Verapaz  |                                                     |                          | Automatische Schusswaffe(n) | Dorf                | 14   | 30        | Guatemaltekischer Bürgerkrieg |

## Oktober
| Datum/Beginn     | Betroffenes Land       | Anschlag              | Täter                                               | Politische Ausrichtung                            | Mittel                      | Ziel                 | Tote | Verletzte | Hintergrund                   |
| ---------------- | ---------------------- | --------------------- | --------------------------------------------------- | ------------------------------------------------- | --------------------------- | -------------------- | ---- | --------- | ----------------------------- |
| 01. Oktober 1981 | Libanon                | Anschlag in Beirut    | Front for the Liberation of Lebanon from Foreigners |                                                   | Autobombe                   | Polizeihauptquartier | 83   | 300       | Libanesischer Bürgerkrieg     |
| 07. Oktober 1981 | Ägypten                | Anschlag in Asyut     |                                                     |                                                   | Sturmgewehre, Granaten      | Polizeihauptquartier | 54   | 0         |                               |
| 09. Oktober 1981 | Vereinigtes Königreich | Anschlag in London    | IRA                                                 | autonomistisch, irisch-republikanisch, katholisch | Autobombe                   | Kaserne              | 2    | 37        | Nordirlandkonflikt            |
| 17. Oktober 1981 | Iran                   | Anschlag in Schiras   |                                                     |                                                   | Brandstiftung               | Bus                  | 2    | 30        |                               |
| 19. Oktober 1981 | El Salvador            | Anschlag in La Unión  |                                                     |                                                   | Automatische Schusswaffe(n) | Militäreinheit       | 20   | 0         | Salvadorianischer Bürgerkrieg |
| 20. Oktober 1981 | Belgien                | Anschlag in Antwerpen |                                                     |                                                   | Autobombe                   | Synagoge             | 3    | 95-106    |                               |
| 28. Oktober 1981 | Guatemala              | Anschlag in Sololá    | EGP                                                 | kommunistisch, marxistisch-leninistisch           | Automatische Schusswaffe(n) | Stadt                | 24   | 0         | Guatemaltekischer Bürgerkrieg |

## November
| Datum/Beginn      | Betroffenes Land | Anschlag               | Täter                                               | Politische Ausrichtung  | Mittel                      | Ziel           | Tote | Verletzte | Hintergrund                         |
| ----------------- | ---------------- | ---------------------- | --------------------------------------------------- | ----------------------- | --------------------------- | -------------- | ---- | --------- | ----------------------------------- |
| 13. November 1981 | Guatemala        | Anschlag in Quiché     |                                                     |                         | Automatische Schusswaffe(n) | Bauer(n)       | 23   | 0         | Guatemaltekischer Bürgerkrieg       |
| 29. November 1981 | Syrien           | Anschlag in Damaskus   | Muslimbrüder                                        | sunnitisch-islamistisch | Autobombe                   | Gebäude        | 200+ |           | Aufstand der Muslimbrüder in Syrien |
| 29. November 1981 | Syrien           | Anschlag in Aleppo     | Front for the Liberation of Lebanon from Foreigners |                         | Autobombe                   | Gebäude        | 90   | 135       |                                     |
| 29. November 1981 | El Salvador      | Anschlag in San Miguel |                                                     |                         | Automatische Schusswaffe(n) | Militäreinheit | 30   | 0         | Salvadorianischer Bürgerkrieg       |

## Dezember
| Datum/Beginn      | Betroffenes Land | Anschlag                  | Täter                       | Politische Ausrichtung                                               | Mittel                             | Ziel                | Tote       | Verletzte | Hintergrund                       |
| ----------------- | ---------------- | ------------------------- | --------------------------- | -------------------------------------------------------------------- | ---------------------------------- | ------------------- | ---------- | --------- | --------------------------------- |
| 01. Dezember 1981 | Guatemala        | Anschlag in Chimaltenango |                             |                                                                      | Automatische Schusswaffe(n)        | Militäreinheit      | 70         | 0         | Guatemaltekischer Bürgerkrieg     |
| 06. Dezember 1981 | Guatemala        | Anschlag in Chimaltenango |                             |                                                                      | Automatische Schusswaffe(n)        | Militäreinheit      | 32         | 0         | Guatemaltekischer Bürgerkrieg     |
| 09. Dezember 1981 | Kolumbien        | Anschlag in Caquetá       | M-19                        | bolivarianistisch, links-nationalistisch, revolutionär-sozialistisch | Automatische Schusswaffe(n)        | Militäreinheit      | 20         | 0         | Bewaffneter Konflikt in Kolumbien |
| 13. Dezember 1981 | El Salvador      | Anschlag in Morazán       |                             |                                                                      | Automatische Schusswaffe(n)        | Militäreinheit      | 40         | 0         | Salvadorianischer Bürgerkrieg     |
| 15. Dezember 1981 | Libanon          | Anschlag in Beirut        | al-Dawa                     | schiitisch-islamistisch                                              | Selbstmordattentäter mit Autobombe | Irakische Botschaft | 60-66 (+1) | 100+      | Libanesischer Bürgerkrieg         |
| 19. Dezember 1981 | Dominica         | Anschlag in Roseau        | Anti-Regierungs-Extremisten | regierungsfeindlich                                                  | Automatische Schusswaffe           | Polizeistation      | 3          | 10        |                                   |